# Герман Яновскі
Герман Яновскі (нім. Hermann Janowski; 6 січня 1884, Пола — 2 березня 1949, Відень) — австро-угорський, австрійський і німецький офіцер, дипломований інженер, генерал-майор вермахту. Кавалер Німецького хреста в сріблі.

## Біографія
18 серпня 1905 року вступив в австро-угорську армію. Учасник Першої світової війни, після завершення якої продовжив службу в австрійській армії. З 1 серпня 1933 року — командир 2-го інженерного батальйону. Після аншлюсу 15 березня 1938 року автоматично перейшов у вермахт. 31 березня 1939 року вийшов у відставку. Наступного дня переданий в розпорядження вермахту, проте не отримав призначення. З 26 серпня 1939 року — командир 552-го інженерного батальйону, з 16 травня 1940 року —  будівельних частин 107, з 13 грудня 1941 року — головного будівельного штабу 16, з 16 травня 1942 року — 30. З 19 серпня 1943 по 5 червня 1944 року — вищий керівник інженерних частин 30, з 7 січня по 16 березня 1945 року — 116. 16 квітня 1945 року взятий в полон союзниками. 9 квітня 1947 року звільнений.

## Звання
- Лейтенант (18 серпня 1905)
- Оберлейтенант (1 листопада 1910)
- Гауптман (1 березня 1915)
- Майор (1 липня 1920)
- Оберстлейтенант (1 червня 1924)
- Оберст (24 грудня 1935)
- Генерал-майор до розпорядження (1 червня 1942)

## Нагороди
- Ювілейний хрест
- Бронзова медаль «За військові заслуги» (Австро-Угорщина) з мечами
- Хрест «За військові заслуги» (Австро-Угорщина) 3-го класу з військовою відзнакою і мечами
- Військовий Хрест Карла
- Пам'ятна військова медаль (Австрія) з мечами
- Срібний почесний знак «За заслуги перед Австрійською Республікою»
- Хрест «За вислугу років» (Австрія) 2-го класу для офіцерів (25 років)
- Почесний хрест ветерана війни з мечами
- Медаль «За вислугу років у Вермахті» 4-го, 3-го, 2-го і 1-го класу (25 років)
- Залізний хрест 2-го і 1-го класу
- Медаль «За зимову кампанію на Сході 1941/42»
- Хрест Воєнних заслуг 2-го і 1-го класу з мечами
- Німецький хрест в сріблі (15 січня 1944)